# Pierre de Vendôme
Pierre de Vendôme, (né vers 1200 - mort le 25 mars 1249 à Chypre, pendant la septième croisade), fut comte de Vendôme de 1240 à sa mort.
Il appartenait à la maison de Montoire et était le fils de Jean IV de Montoire, seigneur de Montoire, comte de Vendôme et d'Églantine de Palluau.
Il épousa Jeanne de Mayenne, dame de La Chartre-sur-le-Loir, fille de Juhel III de Mayenne, sire de Mayenne et de Dinan, et eut avec elle quatre enfants :
- - Bouchard V, comte de Vendôme de 1249 à 1270 ;
  - Jean, seigneur du Fresne ;
  - Geoffroy, seigneur de La Chartre-sur-le-Loir, Lassay et Gorron, souche d'une branche qui a compté aussi des princes de Chabanais et Confolens, des vidames de Chartres (avec Meslay et La Ferté-Vidame), et des seigneurs de Bo(u)ssard/Beaussart en Senonches (cf. l'article Châteauneuf) ;
  - peut-être Mathieu, abbé de Saint-Denis († 1286).

Il accompagne Saint Louis en Croisade et meurt à Chypre le 25 mars 1249. Son corps est rapporté à Vendôme dans la collégiale Saint-Georges de son château